# Tharcisse Renzaho
Tharcisse Renzaho (ur. 1944) – rwandyjski żołnierz i polityk.
Był z wykształcenia inżynierem wojskowym w różnych uczelniach w Niemczech, Francji i Belgii. W 1990 zaangażował się w działalność polityczną. Był gubernatorem prefektury Kigali, i prezesem Komitetu Obrony Cywilnej w Kigali. Według prokuratury Międzynarodowego Trybunału Karnego w Rwandzie Renzaho przyczynił się do ludobójstwa. Po upadku rządu tymczasowego i zwycięstwa RPF uciekł do Zairu. Został aresztowany w dniu 26 września 2002 roku, a następnie przekazany ICTR 29 września. W dniu 14 lipca 2009 roku ONZ ds. Zbrodni Wojennych Trybunału w Arushy w Tanzanii skazał go na więzienie.